# Perdiz-moura
A Perdiz-moura (Alectoris barbara) é uma ave galiforme pertencente à família Phasianidae.
É nativa do norte da África.

## Distribuição
A perdiz-moura tem a sua principal área de ocorrência no Norte de África, mas também está presente em Gibraltar, nas Ilhas Canárias (Alectoris barbara ssp. koenigi) e na Sardenha.